# جم کاسار دیلی
جم ایرنه کاسار دیلی (زاده ۱۴ فوریه ۲۰۰۱) یک خواننده و ترانه‌سرای پاپ مستقل استرالیایی است.
او در ۱۴ فوریه ۲۰۰۱ به دنیا آمد پدر و مادر او لورل ادواردز، مجری تلویزیون، گوینده و خواننده رادیو، و تروی کسار-دیلی، خواننده، ترانه‌سرا و نوازنده موسیقی کانتری هستند.